# Sminthopsis leucopus
Sminthopsis leucopus — вид родини сумчастих хижаків. Мешкає при різних типах рослинності у лісах і рідколіссях з відкритим підліском низької щільності на півдні Вікторії, південному сходні Нового Південного Уельсу і Тасманії (за винятком південного заходу), у тому числі на островах Кейп-Баррен, Східна Сестра і Західна Сестра. Діапазон поширення за висотою: до 750 м над рівнем моря. Вид наземний і нічний. Вага: 24–32 грамів. Етимологія: грец. λευκός —«білий», грец. πους —«стопа».

## Загрози та охорона
Невідповідний режим вогню може привести до деякого зниження чисельності. Зареєстрований у деякому числі природоохоронних областях.